# Cambiante

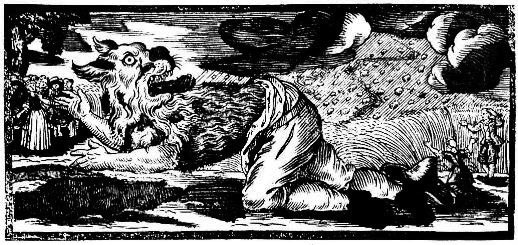
Hombre lobo alemán.

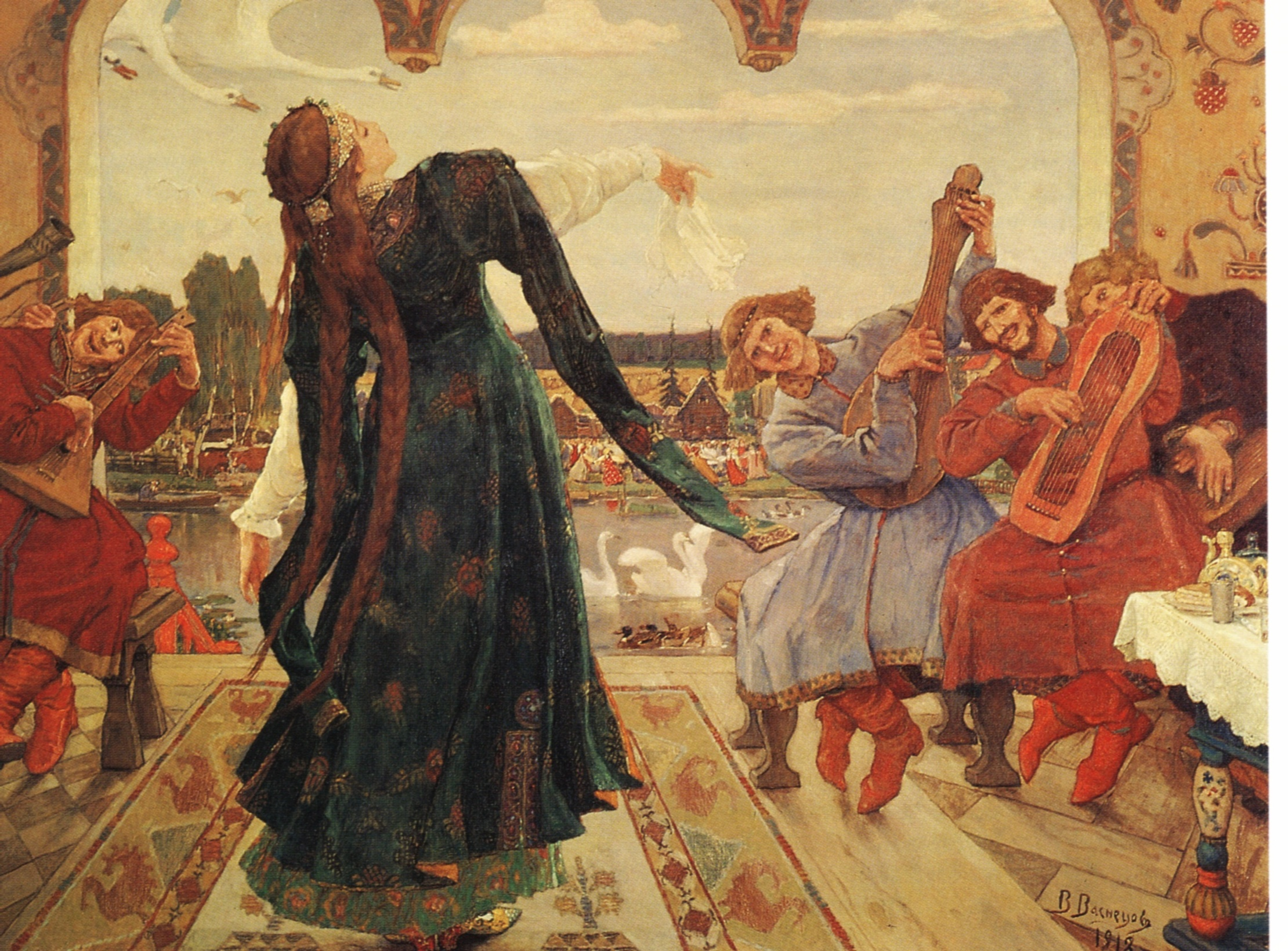
Víktor Vasnetsov. La princesa rana (1918).

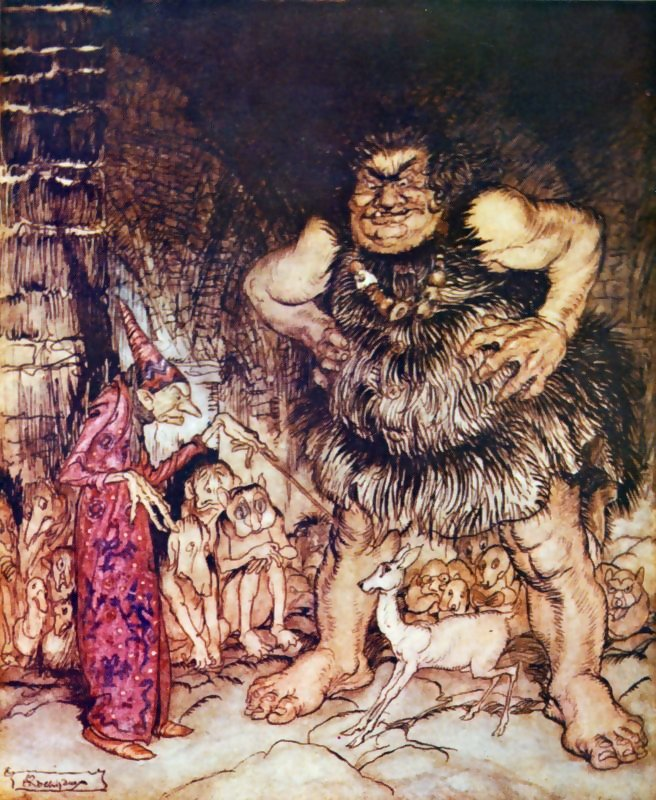
El gigante Galligantua y el malvado mago transforman a la hija del duque en una cierva blanca. Ilustración de Arthur Rackham.

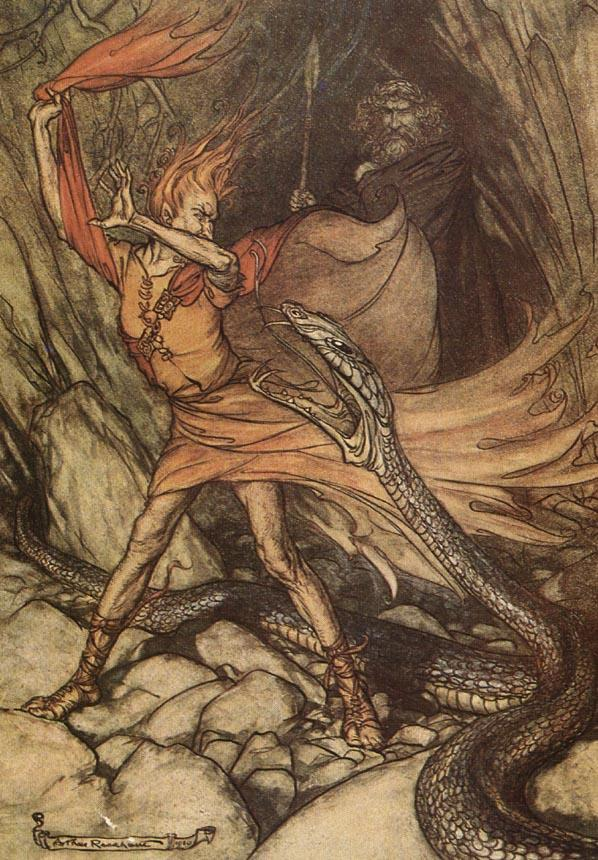
Loge finge miedo cuando Alberich se convierte en una serpiente gigante. Wotan se encuentra al fondo. Ilustración de Arthur Rackham para El oro del Rin de Richard Wagner.

En literatura, un cambiante o cambiaforma (en inglés, shapeshifter), también llamado mimetista, transmutador o metamórfico, es un ser humano (o algún otro tipo de criatura o ser sobrenatural) que puede cambiar de forma, generalmente adoptando la forma de otro ser vivo (otra persona o animal). Tienen la capacidad de transformarse físicamente a través de una aptitud inherentemente sobrehumana, intervención divina, manipulación demoníaca, hechicería o haber heredado esa habilidad. 
La idea del cambio de forma se encuentra en las formas más antiguas de totemismo y chamanismo, así como en la literatura existente más antigua, como en los poemas épicos de la Epopeya de Gilgamesh y la Ilíada. El tema de las personas o criaturas capaces de cambiar de forma ha estado presente incontables veces en la literatura, en la mitología y en el folclore, y se encuentra en prácticamente todas las formas de creación de ficción. En general se usa el término para designar a personas o criaturas que pueden cambiar de forma a voluntad, la mayoría de las veces referido a personas que pueden adaptar la forma de otras personas o de un animal; en este último caso también se usa el término teriantropía.
El concepto sigue siendo un tropo común en teorías conspirativas, los géneros fantásticos, la literatura infantil y la cultura popular. 

## Los cambiantes en la mitología
El panteón de muchas mitologías incluye divinidades y otras criaturas sobrenaturales capaces de asumir la forma de animales o mortales. En la mitología griega, el ejemplo por excelencia es el de Proteo, que podía asumir cualquier forma a condición de no encontrarse inmovilizado; pero también los Dioses del Olimpo solían transformarse en animales (Zeus, por ejemplo, se transformó en cisne para poseer a Leda, en toro para raptar a Europa y en águila para llevarse a Ganímedes). 
En la mitología nórdica, la capacidad de cambiar de forma es usada particularmente por Loki, Dios del engaño, que se transforma en caballo, salmón o pulga, por ejemplo. El mismo Odín se mezcla habitualmente entre los humanos bajo disfraz (si bien manteniendo su rasgo distintivo: ser tuerto). También divinidades menores como los enanos podían cambiar de forma: Fafnir se transformó en Dragón antes de morir a manos de Sigurd.
En las leyendas y mitos narrativos del ciclo artúrico, las metamorfosis juegan también un papel relevante, particularmente realizadas por Merlín (entre ellas aquella de singular importancia a la que se debe la concepción del rey Arturo). También Morgana, la medio hermana del rey Arturo, podía cambiar de forma.
En las tradiciones amerindias, los chamanes tienen la capacidad de adoptar la forma de animales por medio del sueño (algunos ejemplos se pueden encontrar en obras de Carlos Castañeda).
Aunque no necesariamente es el único ejemplo de cambiantes, los Dioses y titanes al ser considerados seres superiores dotados de una inmensa energía convierten su forma física en una forma segura para interactuar con los seres inferiores. De entre todos los Dioses Zeus es el más reconocido por sus múltiples transformaciones; se transformó en cisne para poseer a Leda, en toro para raptar a Europa y en águila para llevarse a Ganímedes, e incluso en lluvia de oro.
Otros inmortales utilizan su cambiaformas como herramienta de protección como lo son las ninfas, estas se convierten en árboles, para evitar su encuentro con Dioses enamoradizos.
También tenemos a Cicno, este nombre se le es otorgado a múltiples personajes y seres mitológicos que tras su muerte son convertidos en cisne, algunos de ellos son:
- Cicno el hijo de Poseidón, este fue asesinado por Aquiles en la guerra de troya, justo cuando le iba a quitar su armadura Cicno se transformó en cisne.
- Cicno el hijo de Ares, desafió a Heracles a un combate en Itone y murió en la batalla, al morir fue convertido en cisne por su padre.
- Cicno el hijo de Apolo, se suicidó en un lago que llevaba por nombre Conope junto con su madre Triada, Apolo los convirtió a ambos en cisnes. Debido a dicho suceso se le conoce a este lago como Lago de los cisnes.
- Cicno el hijo de Esténelo, paso su vida llorando la muerte de su hermano, pero como incluso al llegar a la vejez no encontró consuelo, los Dioses se apiadaron de él cambiando sus canas por plumas y lo convirtieron en cisne.

Retomando al Dios Zeus, se creía que su primera esposa la titánide Metis, podía transformarse en cualquier cosa que quisiera, prueba de esto es relatada en la historia donde Metis queda embarazada de Zeus sin que el lo supiera, ya que él temía que si llegaban a engendrar un hijo este sería más poderoso que él, por esta razón engañó a Metis para que se convirtiera en mosca y luego se la tragó. Sin embargo, ella ya estaba embarazada antes de ser tragada por Zeus, y se mantuvo con vida dentro de su cabeza creando para su hija una armadura.
En la mitología griega las transformaciones también solían ocurrir a manera de castigo infligido de los Dioses a los humanos por hacerlos enojar.
Zeus transformó al rey Licaón y a sus hijos en lobos como castigo por matar a los hijos de Zeus.
Galantis fue transformada en comadreja por interferir en los planes de Hera quien quería evitar el nacimiento de Heracles.
Ares convirtió a Alectrión en un gallo para que cantara cada mañana, ya que, se le había asignado la tarea de alertar a Ares en caso de que otros dioses hicieran presencia, para que estos no lo encontraran en su romance con Afrodita, pero como se quedó dormido los descubrieron.
Hera convirtió a Tiresias en mujer y, siete años después del suceso, de nuevo en hombre.
Deméter transformó en lagarto a Ascalabo por burlarse de su sed y dolor mientras realizaba la búsqueda de Perséfone su hija.
Hipómenes y Atalanta se transformaron en leones luego de hacer el amor dentro de un templo dedicado a Zeus.
Artemisa convirtió en ciervo a Acteón ya que este la espiaba mientras se bañaba, Acteón fue devorado por sus propios perros de caza luego de haber sido transformado.
Demeter convirtió en lince al rey Linco por haber asesinado a su profeta Triptólemo.
Atenea convirtió en araña a Aracne luego de que esta se atreviera a desafiarla como tejedora. Además, transformó en lechuza a Nictimene, aunque este caso es la excepción ya que la chica deseaba ocultarse de la luz del día debido a la vergüenza que le producía haber sido violada por su padre.
Una ninfa que fue violada por Zeus convirtió a Io una sacerdotisa de Hera en novilla para que Hera no la atacara.
El rey Tereo fue convertido en abubilla por violar y cortarle la lengua a Filomena.
Procne la esposa de Tereo fue transformada en golondrina, luego de darle de comer a Tereo la carne de su hijo muerto, Itis. Filomena fue convertida en ruiseñor por este mismo acto.
Zeus también se transformaba en incontables ocasiones con el único propósito de acercarse a las mortales para de alguna manera obtener acceso carnal:
- En forma de cuco a Hera.
- En forma de nube a Io.
- En forma de toro a Europa.
- En forma de águila a Ganimedes.
- En forma de Anfitrión el esposo de Alcmena a Alcmena.
- En forma de pastor a Sémele.
- En forma de cisne a Leda.
- En forma de codorniz a Leto.
- En forma de lluvia de oro a Dánae.[2][3]

## Los cambiantes en la mitología nórdica
En el mundo existen muchas historias sobre cambiaformas, una característica en común de ellas es que en casi todas los cambiaformas son consideradas bestias malvadas.
Los nórdicos se refieren a los cambiaformas como “cambiantes”, de hecho la palabra cambiaformas surge de su lenguaje.
Una gran cantidad de nórdicos se encuentra corrompidos por el Caos, esto es a lo que ellos consideran ser “bendecidos”, por esta razón la gran mayoría de los que alguna vez fueron llamados cambiaformas, según los nórdicos, son considerados Semillas del Caos.
Aunque existe otra parte de cambiaformas que pocas veces dan algún indicio de ser algo distinto a un humano. Incluso, los que están malditos con lo que ellos llaman el "cambio" podrían ni siquiera conocer su naturaleza, llegando a cambiar su forma sólo cuando se ven forzosamente obligados, ya sea por la luna, como os hombres lobo, al ser heridos de alguna manera o por la orden de un hechicero, quien fue el encargado de convertirlos en camabiantes, dejando claro así que la corrupción del Caos podría no influir en todos los cambiaformas de la misma manera.
El ejemplo por excelencia de cambiantes en la mitología nórdica es Loki, quien encarna la relación entre Dioses y Gigantes, además de que representaba el fuego y era el mayor símbolo de sentimientos negativos como lo son el engaño, la maldad, la envidia y la intriga. Disfrutaba de perseguir y acosar a todo tipo de dioses, sembrando cizaña, provocando peleas entre dichos Dioses provenientes de los disgustos a los que los encaminaba con sus insultos y mentiras. Esto lo lograba mediante su poder más reconocido el cual radica en la capacidad que tiene para cambiar de forma física lo cual logra a través de metamorfosis.
Se ha convertido en diversas criaturas, algunas de ellas son:
- Una yegua
- Un salmón
- Un halcón
- Una foca
- Una mosca y pulga
- Una bruja
- Una doncella

## Los cambiantes en el folclore
Existen en el folclore criaturas populares que cambian de forma como los hombres lobo y vampiros (principalmente de origen europeo, canadiense, nativos americanos), el huli jing de Asia oriental (incluyendo los kitsune (zorros) japoneses y los kumiho coreanos), y los Dioses, Diosas y demonios de numerosas mitologías, como el nórdico Loki o el griego Proteo. 
El cambio de forma a un lobo se conoce específicamente como licantropía, y las criaturas que sufren ese cambio se llaman licántropos. La teriantropía es el término más general para las transformaciones entre humanos y animales, pero rara vez se usa. También era común que las Deidades transformaran a los mortales en animales y plantas o que ellos mismos cambiaran de aspecto para conseguir determinados efectos.
Otros términos para cambio de forma incluyen la metamorfosis, el skin-walker navajo o el teriántropo.
Si bien la idea popular de un cambio de formas es la de un ser humano que se convierte en otra cosa, existen numerosas historias sobre animales que también pueden transformarse.

### Nahuales
La idea popular de un cambio de formas es la de un ser humano que se convierte en otra cosa, existe un caso particular en el que dicho humano tiene la capacidad de tomar forma de animal, a estos se les conoce como nahuales, para los pueblos prehispánicos los nahuales o también conocidos como “hombres búhos”, son una especie de brujos o seres sobrenaturales que solo aparecían de noche ya que, según la cosmovisión mexica, estos eran protegidos por Tezcatlipoca, el Señor de la noche, y que además podían desprenderse de su piel para dejar su forma humana por un tiempo y seguido a esto transformarse en una de estas criaturas.
Otra definición de nahual según la cosmogonía prehispánica, se basa en la creencia de que al nacer una persona de la misma manera nace un animal, el cual se convierte en su espíritu guía y protector, a dicho animal se le otorga el nombre tonalli o tomá. Existen personas que dada la fuerte conexión que comparten con su espíritu animal, obtienen el poder para transformarse en este y cualquier otro animal que deseen e incluso en algún elemento atmosférico. Estás personas también son conocidas como nahuales.
Existen relatos trasmitidos por tradición oral provenientes de la época colonial, en los que los cazadores mexicas cuentan que durante la noche habían matado a un animal y que, al amanecer, su cadáver había sido transformado en el de un hombre.
No hay una sola versión acerca de quiénes eran los nahuales y cómo era que alternaban entre sus formas humana y animal.
Se habla también de historias sobre los sacerdotes de Tezcatlipoca los cuales lograban la transmutación mediante rituales que ellos mismos realizaban al caer la noche. Recitaban invocaciones a la luz de una fogata que luego apagaban para consiguientemente revolcarse en las cenizas de esta en el momento en el que se mostraba la luna llena. Después, se cubrían con la piel del animal en el que querían transformarse. Los animales más utilizados para este propósito eran: jaguares, coyotes, serpientes, águilas y tecolotes.
Otros relatos hacen referencia a los chamanes en un tipo de proyección astral entrando por medio de un trance desde sus aposentos, estos salían en forma de espíritu en busca de un animal en el cual entrar. De esta manera controlaban el cuerpo del animal, esto les servía como disfraz e incluso para utilizar las habilidades que cada criatura tenía como el olfato del coyote y la visión del águila.

## Los cambiantes en otras culturas del mundo

### Kitsunes
Estos zorros provenientes de la mitología japonesa tienen la capacidad de adoptar una forma humana femenina después de haber cumplido cien años, son considerados como seres que poseen extrema inteligencia, un gran poder y habilidades mágicas que van incrementando con la edad como volar y crear ilusiones capaces de hacer que las personas pierdan el sentido común volviéndose locas. También se dice que tienen la capacidad de crear relámpagos o fuego, además de alterar el tiempo y espacio. Los kitsunes considerados como más poderosos poseen nueve colas.
Aparecen en diversas obras de ficción japonesa, el más relevante es conocido como el manga/anime Naruto, además del videojuego Pokémon, en donde existen los Ninetales, representados como zorros de nueve colas.

### Leshi o Lusovik
Conocido en la mitología rusa como Leshi o bien en la mitología ucraniana como Lusovik, este ser de género masculino considerado un espíritu protector del bosque, su aspecto físico antropomorfo tiene rasgos mezclados provenientes de una planta como su barba hecha de vides y hierba y animal y que posee cola y cuernos además de contar con la habilidad de parecer un aldeano común alterando su aspecto físico, por lo general sus ojos cuentan con un brillo especial por lo que puede resultar una pista útil para reconocerlo.
Esta criatura es considerada amable con las personas que respetan el bosque, incluso en ocasiones ayuda a los que se pierden en el a encontrar el camino. Sin embargo, disfruta de desconcertar y burlarse de los humanos, provocando que se enfermen o haciéndoles cosquillas hasta matarlos.

### Licántropos
Básicamente son humanos que a la salida de la luna llena son transformados por medio de una mutación en lobos, son reconocidos como seres que poseen una maldición, ya que el lobo en esencia es considerado una naturaleza incontrolable que asesina todo aquello que se pone en su camino.
No parece existir una procedencia clara de estos seres, ya que son encontrados en variadas culturas de todo el mundo.

### Selkies
Son seres con la habilidad de cambiar de forma física mudando de piel. Su procedencia viene del folclore islandés, escocés e irlandés.
Esta criatura posee piel de foca y es capaz de quitársela para convertirse ya sea en hombre o mujer ambos con extrema belleza utilizando el poder del teriomorfismo. Para volver al mar requieren introducirse de nueva cuenta en dicha piel la cual guardan con mucha cautela ya que, si alguien llega a apoderarse de ella, dominaría a dicho selkie por completo, si son crueles con ellos, estos suelen tomar venganza al recuperar su piel de foca.

### Vampiros
Estos seres son reconocidos en diversas culturas, mayormente como una especie de demonios que forman parte de un panteón oscuro. Son caracterizados principalmente por su sed de sangre humana.
En la mitología de Rumania dichos vampiros poseen la habilidad de convertirse en animales como caballos, gatos u ovejas, aunque la versión más popular habla sobre vampiros que se transforman en murciélagos.

## Metamorfosis
Se le conoce como metamorfosis a la transformación que experimentan ciertos animales para completar su desarrollo biológico, la cual afecta su forma, sus funciones y su estilo de vida. Pero este concepto también tiene otro significado el cual concluye que la metamorfosis es un cambio o bien una transformación de una cosa que se convierte en otra ya sea en un ámbito mental o físico.
En el caso del humano, es la habilidad que algunos poseen para transformarse de forma física por medio de una intervención divina, algún tipo de poder sobrehumano, manipulación demoníaca, encantamientos, magia o incluso alguna habilidad que fuese heredada.

## Los cambiantes en la ficción moderna
El tema de los cambiantes se encuentra presente en casi todos los géneros de ficción moderna, desde la ciencia ficción (donde el cambio de forma suele hacerse posible gracias a algún tipo de tecnología creada por un científico más o menos "loco") hasta la fantasía y el terror (géneros que muy habitualmente retienen temas tradicionales, respectivamente mitológicos o folclóricos). 

### Los cambiantes en la literatura fantástica
En este género, la capacidad de cambiar de forma suele estar ligada al uso de poderes o artes mágicas. Son habituales las figuras de magos, brujos, elfos y druidas dotados de este poder.
En la obra El Hobbit, de Tolkien, aparece el personaje Beorn, que puede cambiar su forma a voluntad por la de un oso, aunque no se explica el origen de este poder. Algunas fuentes entienden que este poder se extiende a todos los hombres de su clan, los llamados beórnidas, que viven al oeste del Bosque Negro.
Asimismo, en la saga de libros Crepúsculo, un hecho sobrenatural a la par de la existencia de vampiros es la de los metamorfos, coloquialmente llamados (en el contexto de la obra) hombres lobo, cuando éstos son otra especie.
En la saga de Harry Potter hay poción llamada multijugos, que el quien la bebe obtiene la forma física de otra persona, sin embargo las transformaciones solo funcionan con humanos, incluso la poción en las películas no afecta a la voz del bebedor, sin embargo hay una teoría que en grandes dosis también obtienes la voz de la persona en la que te has convertido, como paso con Bartemius Crouch Junior transformándose en Alastor Moody. Sin embargo en los libros si cambia la apariencia de la voz de la persona.

### Los cambiantes en la ciencia ficción
Entre las obras que presentan algún género de tecnología que permite cambiar de forma, una de las más conocidas es El extraño caso del Dr. Jekyll y Mr. Hyde, de Robert Louis Stevenson. Ejemplos más modernos incluyen el transmutador de la tira cómica Calvin & Hobbes, la mutante Mystique de Marvel o el terminator de "metal líquido" de la película Terminator 2: El juicio final.
En la ciencia ficción también abunda el tema del extraterrestre capaz de cambiar de forma. Ejemplos notorios son el antagonista en la película The Thing (1982) de John Carpenter, el personaje Maya, de Space: 1999, los Skrull y los personajes de Mystique e Morfo de Marvel, el personaje Odo de la serie televisiva Star Trek: Espacio Profundo Nueve, los Clawdite de Star Wars, el personaje Cambiaformas de la serie animada Gravity Falls y los personajes de los cambiantes (que al principio, fueron antagonistas, después, fueron reformados) de la serie de My Little Pony: La magia de la amistad.

## Los mutantes reales
Algunos animales, en particular algunas especies de cefalópodos, están notoriamente dotados de la capacidad de modificar la forma y el color de su cuerpo con el objeto de asumir el aspecto de otras criaturas (como por ejemplo de peces) o de formaciones rocosas.

## Voces relacionadas
- Metamorfosis
- Mimetismo